# 죠죠리온
《죠죠리온》은 아라키 히로히코의 일본 만화 《죠죠의 기묘한 모험》의 8부이다. 슈에이샤의 청년 만화 잡지 〈울트라 점프〉에서 2011년 5월 19일부터 2021년 8월 19일까지 연재됐으며 단행본으로 총 27권으로 엮어 출판됐다. 《스틸 볼 런》의 후속편이며 이후 《더 죠죠랜즈》로 이어졌다.
리부트 작품 《스틸 볼 런》과 세계관을 공유하며, 2011년 도호쿠 지진에 타격을 받은 일본 도시 모리오가 배경이다. 주인공은 기억상실에 걸리고 이후 한 가문에 양자로 들어간 남자 히가시카타 죠스케이다. 죠스케가 자신의 과거에 대해 조사하던 과정에서 그의 전 행적이 남긴 재앙과 초자연적인 위협이 히가시카타 가문 전체에 들이닥치면서 이와 맞서 싸우는 이야기를 그렸다.

## 반응
《죠죠리온》은 2013년 제17회 문화청 미디어 예술제에서 만화 부문 대상을 수상받았다.

## 참조

### 주해
1. ↑  일본어: ジョジョリオン, 영어: JoJolion